# Kökény, Baranya
Kökény (în croată Kukinj) este un sat în districtul Pécs, județul Baranya, Ungaria, având o populație de 633 de locuitori (2011). 

## Demografie
Componența etnică a satului Kökény
     Maghiari (76,89%)
     Croați (18,97%)
     Germani (3,28%)
     Necunoscut (0,43%)
     Romi (0,43%)
     Alții (0,43%)
Componența confesională a satului Kökény
     Romano-catolici (54,82%)
     Fără religie (11,69%)
     Reformați (3,63%)
     Necunoscută (29,07%)
     Atei (0,79%)
     Alte religii (1,9%)
Conform recensământului din 2011, satul Kökény avea 633 de locuitori. Din punct de vedere etnic, majoritatea locuitorilor (76,89%) erau maghiari, existând și minorități de croați (18,97%) și germani (3,28%). Apartenența etnică nu este cunoscută în cazul a 0,43% din locuitori.  Din punct de vedere confesional, majoritatea locuitorilor (54,82%) erau romano-catolici, existând și minorități de persoane fără religie (11,69%) și reformați (3,63%). Pentru 29,07% din locuitori nu este cunoscută apartenența confesională.